# 柔石故居
29°17′38″N 121°25′44″E / 29.29389°N 121.42889°E
柔石故居是浙江省宁海县的一处名人故居，为左联五烈士之一的柔石在家乡的生活场所。建筑为三合院，中轴线南北向，正屋与厢房均为木结构重檐硬山顶建筑。匾额由鲁迅夫人许广平题写于1960年。
1989年12月12日，柔石故居被纳入浙江省文物保护单位。

## 外部連結
- 浙江省宁海县柔石故居重新对外开放 中国共产党历史网.